# Tubulanus cingulatus
Tubulanus cingulatus är en djurart som tillhör fylumet slemmaskar, och som först beskrevs av Ernest F. Coe 1904.  Tubulanus cingulatus ingår i släktet Tubulanus och familjen Tubulanidae. Inga underarter finns listade i Catalogue of Life.